# Ignacy Łukasiewicz
Jan Józef Ignacy Łukasiewicz (Zaduszniki, Poljska, 8. ožujka 1822. — Chorkówka, Poljska, 7. siječnja 1882.) je bio poljski kemičar i izumitelj prve metode destilacije kerozina iz nafte. Bio je osnivač poljske naftne industrije i jedan od začetnika naftne industrije u svijetu. Neki od njegovih izuma su: kerozinska lampa, izgradnja prve naftne bušotine i izgradnja prve rafinerije nafte. Obogatio se i postao jedan od najutjecajnijih filantropa u Galiciji. Zbog njegove podrške ekonomskoga razvitka te regije, tamo postoji izreka koja povezuje sve popločane puteve s njegovim zlatnicima.
Ignacy Łukasiewicz rođen je 8. ožujka 1822. godine u selu Zaduszniki, u austrijskom dijelu Poljske (nakon podjele Poljske) kao najmlađe od petoro djece. Njegova obitelj bila je armenskoga porijekla. Majka mu se zvala Apolonia, a otac Józef, koji je pripadao poljskoj inteligenciji toga doba i bio veteran  Košćuškovoga ustanka. Łukasiewicz je započeo svoje školovanje u lokalnoj gimnaziji Konarski, ali je morao napustiti je 1836. Da bi pomogao roditeljima, odselio se u Łańcut, gdje je počeo raditi kao pomoćnik ljekarnika. U isto vrijeme počeo je sudjelovati u raznim političkim pokretima, koji su podržavali ideju poljske nezavisnosti. 1840. godine vratio se u Rzeszów, gdje je nastavio pohađati kemiju u ljekarni Edwarda Hübla. 1845. godine upoznao je Edwarda Dembowskog, koji ga je ubacio u tada ilegalnu organizaciju “Centralizacija poljskog demokratskog društva”. Cilj organizacije bio je pripremanje svenarodnog ustanka protiv separatističkih snaga. Zbog svoga sudjelovanja, 19. veljače 1846. uhićen je od strane austrijskih vlasti i smješten u zatvor u Lavovu. Dana, 27. prosinca 1847. oslobođen je zbog nedostatka dokaza, ali je do kraja života obilježen kao „politički sumnjiv“. Također mu je naređeno, da ostane u Lavovu.
U Lavovu je Łukasiewicz počeo raditi u ljekarni „Pod Złotą Gwiazdą“ čiji je vlasnik bio Piotr Mikolasch. Na njegovo inzistiranje, Łukasiewiczu je dozvoljeno da napusti Lavov i da se upiše na Jagielonsko sveučilište u Krakovu. Nakon nekoliko godina studiranja, uglavnom financiranoga od strane Mikolascha, Łukasiewicz je 30. srpnja 1852. godine diplomirao na Kemijskom fakultetu Sveučilišta u Beču. Dugo je bio zainteresiran za naftu kao jeftiniju inačicu za kitovsko ulje. 1853. godine zajedno sa svojim suradnikom Janom Zehom, prvi put uspio je izvršiti destilaciju čistoga kerozina iz nafte (kanadski znanstvenik Abraham Gesner prvi je destilirao kerozin iz ugljena 1846.). Dana, 31. srpnja 1853. Łukasiewicz je napravio prvu kerozinsku lampu za lokalnu bolnicu za potrebe hitnih operacija. Ovaj se datum uzima za početak moderne naftne industrije.
Početkom 1854. godine Łukasiewicz se preselio u Gorlice, gdje je nastavio svoj rad i započeo suradnju s mnogim poduzetnicima i zemljoposjednicima. Iste godine, izgradio je prvu naftnu bušotinu na svijetu u Bóbrku kod Krosna (koja ponovo radi od 2006.). Istovremeno je nastavio rad na kerozinskim lampama. Krajem godine napravio je prvu kerozinsku uličnu lampu za potrebe gorličkog okruga Zawodzie. Tijekom narednih godina otvorio je nekoliko novih naftnih bušotina, svaku od njih u suradnji s različitim lokalnim trgovcima i poslovnim ljudima. Godine 1856. u Ulaszowicama je otvorio destileriju nafte, koja je prva destilerija nafte na svijetu. Kako je potražnja za kerozinom bila još uvijek mala, tvornica je isprva najviše proizvodila prirodni asfalt, ulje za strojeve i lubrikante. Rafinerija je izgorila u požaru 1859. godine, ali je ponovno izgrađena u Polanki kod Krosna sljedeće godine.
Godine 1863. Łukasiewicz, koji se preselio u Jasło još 1858. godine, bio je bogat čovjek. Otvoreno je podržavao Siječanjski ustanak i novčano pomagao raseljene. 1865. godine kupio je veliko imanje i selo Chorkówka. Tamo je osnovao novu rafineriju. Pošto je bio jedan od najbogatijih ljudi u Galiciji, Łukasiewicz je promovirao razvoj naftne industrije u područjima Dukla i Gorlice. Predstavljao je nekoliko poduzeća za vađenje nafte. Također je bio filantriop i osnovao je toplice u Bóbrku, kapelu u Chorkówki i veliku crkvu u Zręcinu. 1877. godine Łukasiewicz je organizirao prvo vijeće naftne industrije i osnovao Nacionalno naftno udruženje.
Ignacy Łukasiewicz umro je 7. siječnja 1882. godine od upale pluća. Pokopan je na malom groblju u Zręcinu, pored crkve, koju je za života finanvirao.